# The Ariel Poems
The Ariel Poems waren twee reeksen pamfletten met geïllustreerde gedichten die zijn gepubliceerd door uitgeverij Faber and Gwyer, later Faber and Faber. 
De gedichten hadden een thema dat verbonden was met kerstmis of de winter. De pamfletten werden in de kerstperiode verkocht voor 1 shilling. Elk pamflet bevatte een niet eerder gepubliceerd gedicht en een illustratie van een kunstenaar. De serie was het initiatief van Richard de la Mare, die directeur was van de uitgeverij Faber and Gwyer en tevens zoon van de dichter Walter de la Mare, die ook gedichten schreef voor The Ariel Poems. De gedichten werden geschreven door vooraanstaande Engelstalige dichters als G.K. Chesterton, T.S. Eliot, Thomas Hardy, Siegfried Sassoon, Edith Sitwell en W.B. Yeats. De thema's van de gedichten varieerden van uitdrukkelijk christelijk tot overdenkingen over de winter en de magie van kerstmis gezien door de ogen van een kind. De dichters waren niet betrokken bij de keuze van de kunstenaar die voor de illustratie bij hun gedicht zou zorgen.
De eerste reeks omvatte 38 pamfletten die tussen 1927 en 1931 werden gepubliceerd. De tweede reeks, die in 1954 werd gepubliceerd, bestond uit acht pamfletten.

## Eerste reeks
De pamfletten van de eerste reeks waren in volgorde van verschijnen:
1. Yuletide in a Younger World, Thomas Hardy; illustraties van Albert Rutherston
2. The Linnet's Nest, Henry Newbolt; illustraties van Ralph Keene
3. The Wonder Night, Laurence Binyon; illustraties van Barnett Freedman
4. Alone, Walter de la Mare; illustraties van Blair Hughes-Stanton
5. Gloria in Profundis, G.K. Chesterton; illustraties van Eric Gill
6. The Early Whistler, Wilfrid Gibson; illustraties van John Nash
7. Nativity, Siegfried Sassoon; illustraties van Paul Nash
8. Journey of the Magi, T.S. Eliot; illustraties van Edward McKnight Kauffer
9. The Chanty of the Nona, gedicht en illustraties door Hilaire Belloc
10. Moss and Feather, W.H. Davies; illustraties van Sir William Nicholson
11. Self to Self, Walter de la Mare; illustraties van  Blair Hughes-Stanton
12. Troy, Humbert Wolfe; illustraties van Charles Ricketts
13. The Winter Solstice, Harold Monro, illustraties van David Jones
14. To My Mother, Siegfried Sassoon; illustraties van Stephen Tennant
15. Popular Song, Edith Sitwell; illustraties van Edward Bawden
16. A Song for Simeon, T.S. Eliot; illustraties van Edward McKnight Kauffer
17. Winter Nights, a reminiscence, Edmund Blunden; illustraties van Albert Rutherston
18. Three Things, W.B. Yeats; illustraties van Gilbert Spencer
19. Dark Weeping, "AE"; illustraties van Paul Nash
20. A Snowdrop, Walter de la Mare; illustraties van Claudia Guercio
21. Ubi Ecclesia, G.K. Chesterton; illustraties van Diana Murphy
22. The Outcast, James Stephens; illustraties van Althea Willoughby
23. Animula, T.S. Eliot; illustraties van Gertrude Hermes
24. Inscription on a Fountain-Head, Peter Quennell; illustraties van Albert Rutherston
25. The Grave of Arthur, G.K. Chesterton; illustraties van Celia Fiennes
26. Elm Angel, Harold Monro; illustraties van Eric Ravilious
27. In Sicily, Siegfried Sassoon; illustraties van Stephen Tennant
28. The Triumph of the Machine, D.H. Lawrence; illustraties van Althea Willoughby
29. Marina, T.S. Eliot; illustraties van E. McKnight Kauffer
30. The Gum Trees, Roy Campbell; illustraties van David Jones
31. News, Walter de la Mare; illustraties van Barnett Freedman
32. A Child is Born, Henry Newbolt; illustraties van Althea Willoughby
33. To Lucy, Walter de la Mare; illustraties van Albert Rutherston
34. To the Red Rose, Siegfried Sassoon; illustraties van Stephen Tennant
35. Triumphal March, T.S. Eliot; illustraties van Edward McKnight Kauffer
36. Jane Barston 1719-1746, Edith Sitwell; illustraties van R.A. Davies
37. Invitation To Cast Out Care, Vita Sackville-West; illustraties van Graham Sutherland
38. Choosing a Mast, Roy Campbell; illustraties van Barnett Freedman

## Tweede reeks
De pamfletten van de tweede reeks waren:
1. The Cultivation of Christmas Trees, T.S. Eliot; illustraties van David Jones
2. Mountains, W.H. Auden; illustraties van Edward Bawden
3. Christmas Eve, Cecil Day-Lewis; illustraties van Edward Ardizzone
4. Nativity, Roy Campbell; illustraties van James Sellars
5. The Other Wing, Louis MacNeice; illustraties van Michael Ayrton
6. Sirmione Peninsula, Stephen Spender; illustraties van Lynton Lamb
7. Prometheus,  Edwin Muir; illustraties van John Piper
8. The Winnowing Dream, Walter de la Mare; illustraties van Robin Jaques

## Heruitgave T.S. Eliots Ariel Poems
Alle zes de gedichten van T.S. Eliot zijn in 2014 samen met de originele illustraties door Faber and Faber heruitgegeven in de publicatie The Ariel Poems.